# Ellisried
Ellisried, ehemals auch als Ermesrieder Feld bekannt, ist eine abgegangene Siedlung der oberschwäbischen Stadt Mindelheim.
Erstmals wurde Ellisried anhand eines Ellisrieder Steiges 1419 urkundlich fassbar. Der Name der Siedlung wechselte mehrmals von Elmißried, Elmaßried zu Elersried. Auf einer Vermessungskarte des Jahres 1834 ist noch der Flurname Ermesrieder Feld vermerkt. Es lag nordwestlich von Mindelheim, am Rande des alten Ziegelstadels beim ehemaligen Mussak-Hof. Das Feld erstreckte sich westlich der Westernacher Straße, nördlich des heutigen Berwalder Waldsaumes ins Tal der Westernach hinab.